# Klein glaskroos
Klein glaskroos (Elatine hydropiper) is een zeer lage (2–4 cm) eenjarige plant, met tere, iets doorschijnende, opstijgende stengels, kleine gaafrandige blaadjes en een onopvallende bloei. Hij komt vooral voor in noordelijk West-, Midden en Oost-Europa en op geïsoleerde plaatsen in Siberië en China. Hij is inheems, maar zeer zeldzaam in België en Nederland.

## Etymologie
De geslachtsnaam Elatine is afkomstig van het Oudgrieks ἐλάτη (elatē) 'den', omdat plaatsing en vorm van de blaadjes zouden doen denken aan dennennaalden. De soortnaam hydropiper is een samenstelling van Oudgrieks ὕδωρ (hudōr), 'water' en Latijn piper, 'peper', ontleend aan Oudgrieks πέπερι (peperi). De Nederlandse naam glaskroos verwijst naar de glasachtige stengels en de gelijkenis met sterrenkroos.

## Beschrijving
Het zijn tere eenjarige planten, met opstijgende, glazig doorschijnende stengels. De planten zijn groen, maar op drooggevallen plekken meest rood aangelopen. Blaadjes staan tegenover elkaar en hebben kleine steunblaadjes. De bladstelen zijn onderaan de stengel ongeveer zo lang als het blad, maar bijna afwezig bij de bovenste blaadjes. De blaadjes zijn klein (2-5 × ½-¾ mm), ovaal tot langwerpig ovaal, met een wigvormige voet, een gave rand, een stompe top en een duidelijke middennerf. De zittende of zeer kort gesteelde tweeslachtige bloemen staan individueel in oksels van de hogere blaadjes. Ze hebben 4 groene ovale kelkblaadjes met een ronde top, en 4 iets grotere (0,8-1 × ±0,4 mm) witte en vaak roze aangelopen, ovale kroonblaadjes met een ronde top. De 8 meeldraden zijn korter dan de kelk. Het vruchtbeginsel heeft 4 stijlen. De vierhokkige doosvrucht is afgeplat bolvormig en ±2 mm in doorsnede. De zaden zijn glanzend, lichtbruin, J-vormig gebogen, ongeveer 0,7 × 0,5 mm, met 8 holle facetten in de lengte en ongeveer 24 dwarsribbels.

## Verspreiding
Klein glaskroos komt voor op geïsoleerde plaatsen in China (Heilongjiang, Jilin, Liaoning), Siberië (langs de Ob, Irtysj, Jenisej en Angara en aan het Baikalmeer), Frankrijk, en de Britse eilanden, en heeft een meer aangesloten verspreidingsgebied in Europa van Duitsland, Oostenrijk, Hongarije, Noord-Roemenië, West- en Noord-Oekraïne, Wit-Rusland en Rusland tot aan de Oeral, Polen, Midden- en Zuid-Finland, Zuid- en Oost-Zweden en Zuid-Noorwegen. In België komt hij voor aan visvijvers in Limburg en vroeger aan de Maas bij de Franse grens. In Nederland wordt hij gevonden aan de Maas en de IJssel, in Friesland en bij Weert.

## Ecologie
Klein glaskroos groeit als bodembedekker rond de waterlijn in poelen, visvijvers, rivieroevers en moerassige plekken, die in de late zomer droogvallen en in de winter en het voorjaar overstromen, op kale, zandige of kleiige grond. Klein glaskroos kan zowel zaad vormen in het water als op de kant, maar de groeiplaats moet in de winter wel onderwater staan. Als de plant onder water bloeit, gaan de bloemen niet open en bevruchten deze zichzelf. De soort groeit vaak jaren op dezelfde vindplaats maar verdwijnt dan plots, om op andere plaatsen onverwacht in grote aantallen op te duiken. De minuscule zaadjes worden door watervogels over grote afstanden vervoerd, en doordat klein glaskroos zo'n specifiek milieu vereist, verklaart dat de weinig aaneengesloten verspreiding.